# Caffè Americano

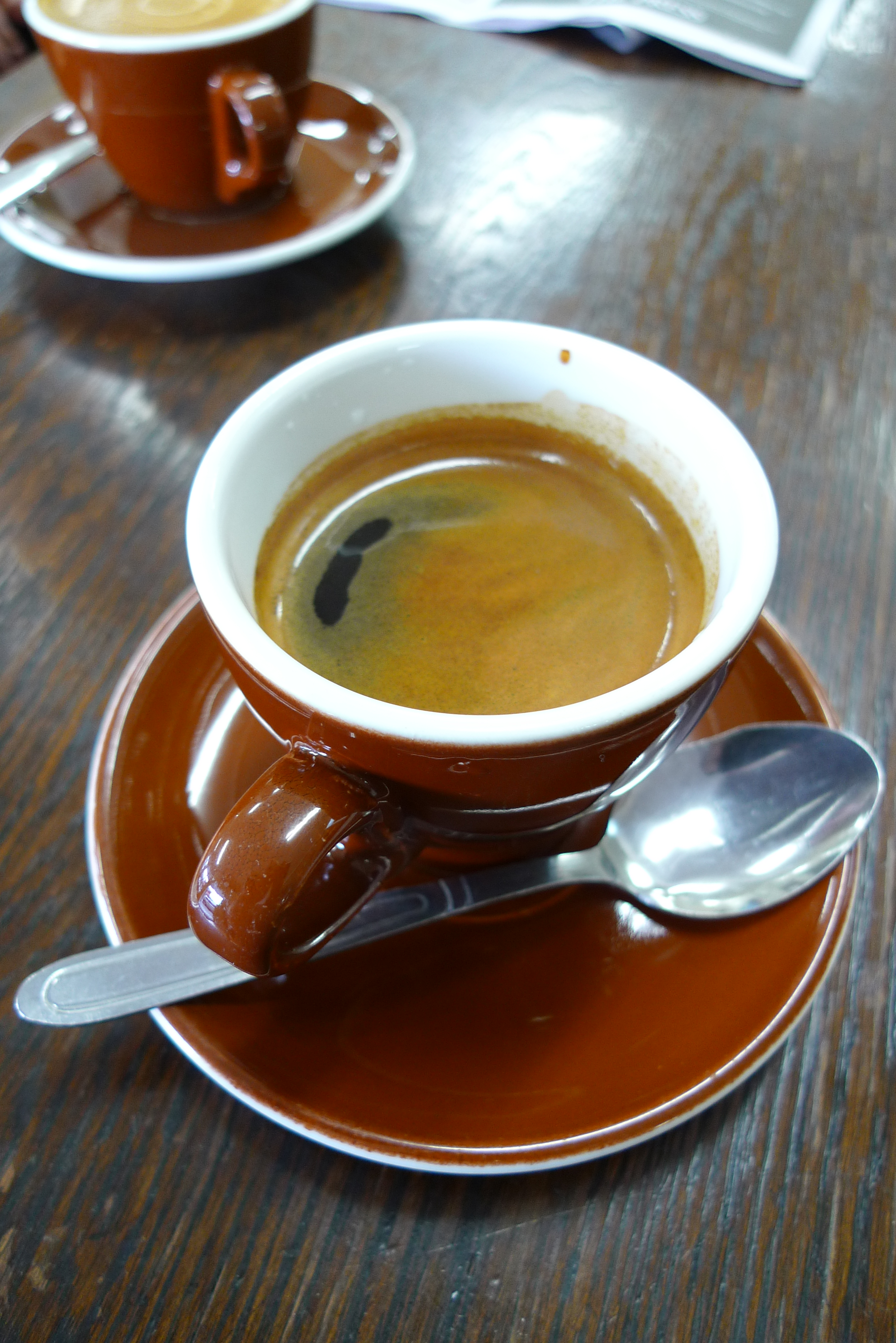
Một tách Caffè Americano

Caffè Americano, hay Americano (tiếng Anh: American coffee – Cà phê Mỹ) là một phong cách cà phê chuẩn bị bằng cách thêm nước nóng vào espresso, điều này làm cà phê có độ đậm tương tự, nhưng hương vị lại khác, giống cà phê phin. Độ đạm của một tách Americano thay đổi theo số lượng tách espresso và lượng nước bổ sung. Tên gọi này cũng đánh vần với nhiều cách và sử dụng dấu: ví dụ như Café Américano – nó sử dụng từ tiếng Pháp cho từ cà phê và từ tiếng Ý cho Americano, nhưng với nhấn mạnh từ Pháp đúng - café Americano, cafe americano, vv
Tại Hoa Kỳ, "Americano" được sử dụng rộng rãi và có nghĩa là kết hợp nước nóng và espresso khi gọi đồ trong cửa hàng, nhưng trong một nghĩa hẹp có chỉ việc cho thêm nước vào espresso (espresso ở phía dưới), trong khi việc thêm espresso vào nước (espresso ở trên) được gọi là một long black.